# Dissotis princeps
Dissotis princeps es una especie de planta fanerógama  pertenecientes a la familia Melastomataceae. Es originaria del África tropical.

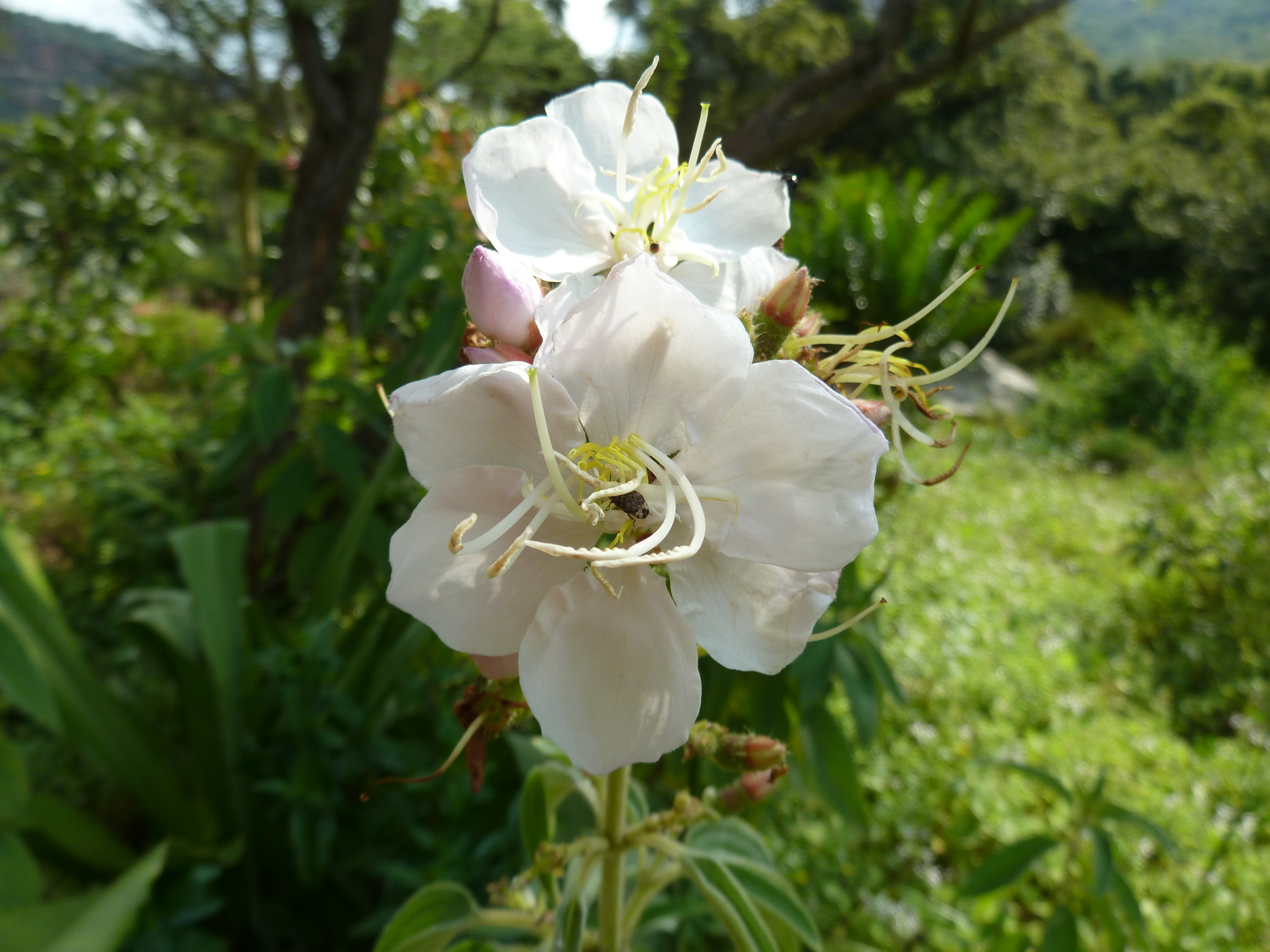
Flor

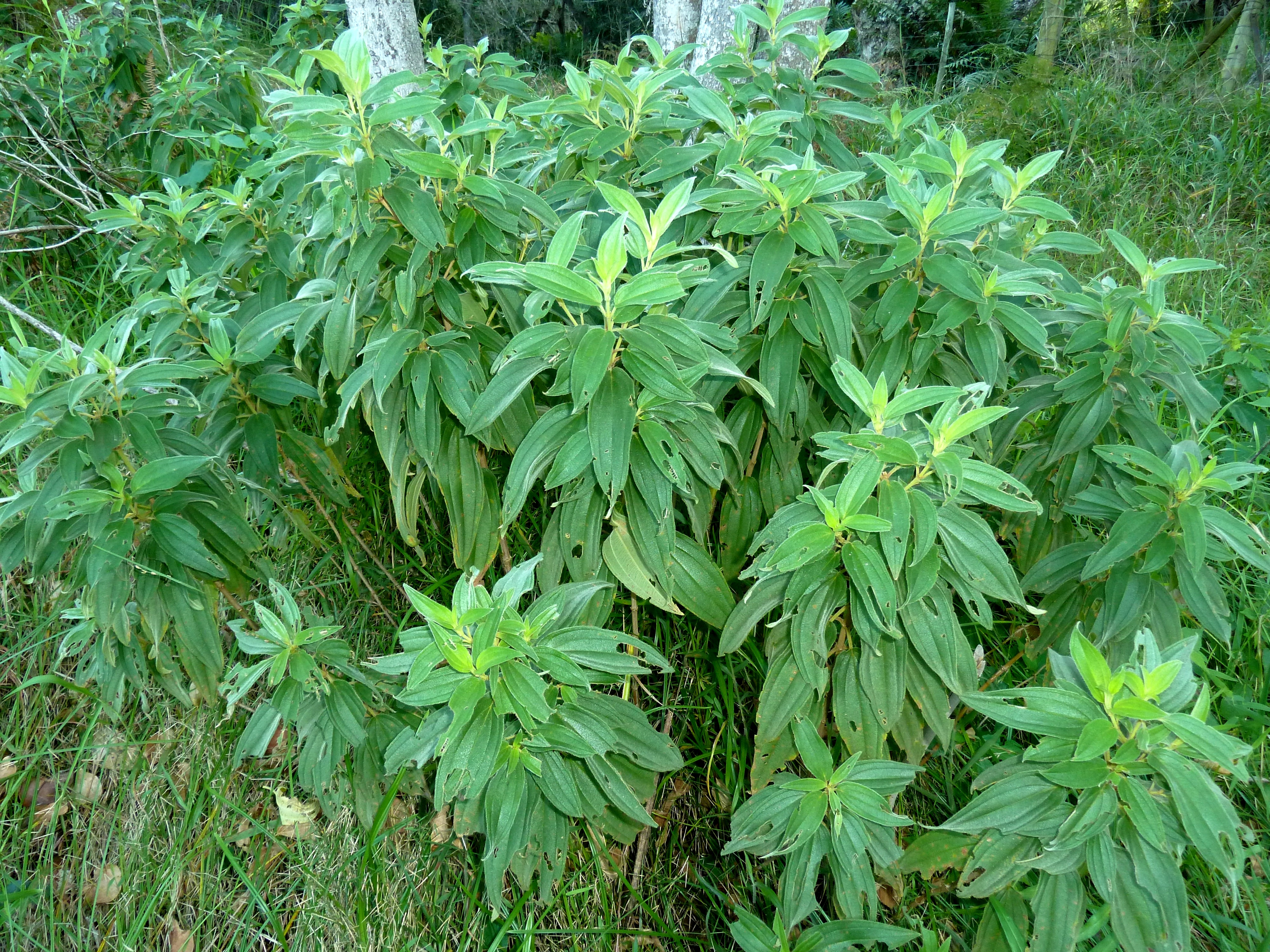
Vista de la planta

## Descripción
Es un arbusto muy ramificado o hierba leñosa que alcanza un tamaño de 1-3 (-4) m de alto; el tallos con 4-6- ángulos.

## Ecología
Se encuentra en los bosques lluviosos y el bosque de ribera, pastizales boscosos secundarios; pastizales; sabana; corrientes fangosas, banco arcilla seca; a una altitud de 650-2200 metros en África tropical.

## Taxonomía
Dissotis princeps fue descrita por (Kunth) Triana  y publicado en Transactions of the Linnean Society of London 28(1): 57. 1871[1872].
Etimología
Dissotis: nombre genérico que deriva de las palabras griegas: dissos, lo que significa "doble". Esto se refiere a los dos tipos de anteras que es una característica de este género.
princeps: epíteto latíno que significa "distinguido"
Variedad aceptada
- Dissotis princeps var. candolleana (Cogn.) A. Fern. & R. Fern.

Sinonimia
- Dissotis princeps var. princeps
- Rhexia princeps Kunth[5]
- Osbeckia princeps (Kunth) DC. (1828)
- Dissotis bamendae Brenan & Keay (1952)
- Osbeckia eximia Sond. (1850)
- Dissotis eximia (Sond.) Hook. f. (1868)
- Dissotis verticillata De Wild. (1915)
- Dissotis princeps var. candolleana (Cogn.) A. Fern. & R. Fern.[1]